# ケルレ
ケルレ (ドイツ語: Körle) は、ドイツ連邦共和国ヘッセン州北部シュヴァルム＝エーダー郡に属す町村（以下、本項では便宜上「町」と記述する）である。

## 地理

### 位置
ケルレの町は、カッセルの南約 20 km（直線距離）、ゼーレ（山地）の南西に位置している。同名のその首邑は、フルダ川に西側から支流のミュルミシュ川が合流する河口のやや下流側に位置している。

### 隣接する市町村
ケルレは、西と北はグックスハーゲン（シュヴァルム＝エーダー郡）、東はゼーレヴァルト（カッセル郡）、南はメルズンゲンとフェルスベルク（シュヴァルム＝エーダー郡）と境を接している。

### 自治体の構成
ケルレは、エンプファースハウゼン、ケルレ、ローベンハウゼン、ヴァーゲンフルトの4つの地区からなる。

## 歴史
ケルレは、1074年、フルダ修道院の寄進状に初めて記録されている。以下の名前は、この集落の表記の時代による変遷を示したものである。1074年 Chrulle、1172年 Kurle、1299年 Corle、1391年 Kirle、1787年 Cörla、1830 Koerle。
現在のメインストリートであるニュルンベルク通りは、15世紀から16世紀にはカッセルとレーゲンスベルクとの間の郵便馬車路線として利用されていた。このため、この通りは時代によっては郵便通りとも呼ばれた。
ケルレは、1620年頃まで、独自の裁判区を有していた。メルズンゲン裁判区の拡張によって、この裁判区は廃止された。
カッセル - ベーブラ間のフルダタールを通る鉄道路線の駅が、1892年7月15日にケルレに設けられ、鉄道網に接続された。
この町が現在の形になったのは、ヘッセン州の地域再編に伴い、1971年2月1日にエンプファースハウゼン、ローベンハウゼン、ヴァーゲンフルトがケルレに合併したことによる。

## 行政

### 議会
ケルレの町議会は 15議席からなる。

### 首長
マリオ・ゲールホルト (SPD) は、2000年2月1日からケルレの町長を務めている。彼は1999年8月29日の選挙で 67 % の票を獲得し、フリッツ・オックス (SPD) の後任に選出された。ゲールホルトは、2005年9月11日の選挙で 90.8 % の票を得て、その地位を固め、2011年9月4日の選挙でも 81.4 % の票を獲得して再々選された。

### 姉妹都市
- フロー＝ゼーリンゲンタール（ドイツ、テューリンゲン州）1991年

## 経済と社会資本

### 交通
ケルレは、アウトバーン A7号線のグックスハーゲン・インターチェンジから南東に数 km の連邦道 B83号線沿いに位置する。この他に町内にはレギオトラムのカッセル - メルズンゲン線の駅がある。この路線を使うと、約20分でカッセル中心街およびICEが発着するカッセル＝ビルヘルムスヘーエ駅に到着することができる。

## 引用
1. ↑  Hessisches Statistisches Landesamt: Bevölkerung in Hessen am 31.12.2023 (Landkreise, kreisfreie Städte und Gemeinden, Einwohnerzahlen auf Grundlage des Zensus 2011)]
2. ↑  Hessisches Statistisches Landesamt: Ergebnis der Direktwahl vom 29. August 1999、2011年11月18日 内容確認
3. ↑  Hessisches Statistisches Landesamt: Ergebnis der Direktwahl vom 11. September 2005、2011年11月18日 内容確認
4. ↑  Hessisches Statistisches Landesamt: Ergebnis der Direktwahl vom 4. September 2011、2011年11月18日 内容確認